# C.C. DeVille
 (février 2021).
La mise en forme du texte ne suit pas les recommandations de Wikipédia : il faut le « wikifier ».
Les points d'amélioration suivants sont les cas les plus fréquents :
- Les titres sont pré-formatés par le logiciel. Ils ne sont ni en capitales, ni en gras.
- Le texte ne doit pas être écrit en capitales (les noms de famille non plus), ni en gras, ni en italique, ni en « petit »…
- Le gras n'est utilisé que pour surligner le titre de l'article dans l'introduction, une seule fois.
- L'italique est rarement utilisé : mots en langue étrangère, titres d'œuvres, noms de bateaux, etc.
- Les citations ne sont pas en italique mais en corps de texte normal. Elles sont entourées par des guillemets français : « et ».
- Les listes à puces sont à éviter, des paragraphes rédigés étant largement préférés. Les tableaux sont à réserver à la présentation de données structurées (résultats, etc.).
- Les appels de note de bas de page (petits chiffres en exposant, introduits par l'outil «  Source ») sont à placer entre la fin de phrase et le point final[comme ça].
- Les liens internes (vers d'autres articles de Wikipédia) sont à choisir avec parcimonie. Créez des liens vers des articles approfondissant le sujet. Les termes génériques sans rapport avec le sujet sont à éviter, ainsi que les répétitions de liens vers un même terme.
- Les liens externes sont à placer uniquement dans une section « Liens externes », à la fin de l'article. Ces liens sont à choisir avec parcimonie suivant les règles définies. Si un lien sert de source à l'article, son insertion dans le texte est à faire par les notes de bas de page.
- La présentation des références doit suivre les conventions bibliographiques. Il est recommandé d'utiliser les modèles {{Ouvrage}}, {{Chapitre}}, {{Article}}, {{Lien web}} et/ou {{Bibliographie}}. Le mode d'édition visuel peut mettre en forme automatiquement les références.
- Insérer une infobox (cadre d'informations à droite) n'est pas obligatoire pour parachever la mise en page.

Pour une aide détaillée, merci de consulter Aide:Wikification.
Si vous pensez que ces points ont été résolus, vous pouvez retirer ce bandeau et améliorer la mise en forme d'un autre article.
C.C. DeVille (né Bruce Anthony Johannesson ; 14 mai 1962) est le guitariste principal du groupe de rock Poison avec lequel il a vendu plus de 45 millions de disques dans le monde, dont 15 millions aux États-Unis. Son surnom vient de sa voiture préférée, la Cadillac Coupe Deville.
Il a également joué dans des émissions de télé-réalité et des séries télévisées. Il a joué dans The Surreal Life saison 6 et The Surreal Life: Fame Games . DeVille a également formé un groupe en 1998 appelé Samantha 7. En 2015, DeVille a été classé numéro un par VH1 comme le guitariste de hair metal le plus sous-estimé des années 80.

## Enfance et débuts
DeVille est né Bruce Anthony Johannesson dans la région de Bay Ridge à Brooklyn, New York. DeVille commence à jouer de la guitare à l'âge de cinq ans après avoir reçu une copie de Telecaster japonaise à 27 $. Au fur et à mesure que son amour de la musique grandit, il commence à écouter des groupes tels que Led Zeppelin, Black Sabbath, les Rolling Stones, David Bowie, Aerosmith, Van Halen, les Who, Cheap Trick, New York Dolls, Queen et surtout Kiss. Il étudie à la Juilliard School of Music .
À l'âge de 18 ans, DeVille auditionne et rejoint le groupe de glam rock Lace basé à Boro Park Brooklyn, NY.. C'est pendant cette période que DeVille commence à écrire la chanson Talk Dirty To Me, qui apparaîtra plus tard sur le premier album de Poison, Look What the Cat Dragged In .
DeVille commence à étudier le solfège à l'Université de New York, mais ne termine pas ses études. Au lieu de cela, il déménage à Los Angeles en 1981 et joue dans divers groupes, dont Screaming Mimi, Lace Slip, Stryper et St. James, avant d'auditionner pour Poison .

## Carrière musicale
L'audition de DeVille impressionne le batteur Rikki Rockett et le bassiste Bobby Dall, mais met Bret Michaels,le chanteur en colère. DeVille refuse de jouer les chansons qui lui avaient été données en préparation, et à la place improvise sur un riff de guitare qu'il avait écrit. Le riff, qui sera finalement présent dans le single de Poison Talk Dirty to Me, lancera la carrière du groupe. Slash, qui allait devenir célèbre avec Guns N 'Roses, est également auditionné pour le poste et sera l'un des trois derniers guitaristes retenus, mais DeVille est choisi. Dans son autobiographie, Slash reconnait avoir été en désaccord  avec l'image de Poison, notamment après que Rikki Rockett lui ait suggéré de se maquiller et de changer de style vestimentaire.
DeVille co-écrit le premier album de Poison avec Bret Michaels, Bobby Dall et Rikki Rockett. Look What the Cat Dragged In sort le 2 août 1986. Il comprend les succès Talk Dirty to Me, I Want Action et I Won't Forget You. Les ventes de l'album dépassent les 3 millions d'exemplaires aux États-Unis. DeVille écrit également  une grande partie du deuxième album de Poison, le multi-disque de platine Open Up And Say. .  Ahh! , qui sort le 21 mai 1988 et se vendra finalement à 8 millions d'exemplaires dans le monde. Il comprend la chanson à succès Nothin 'But a Good Time, co-écrite par DeVille, et le seul numéro 1 de Poison Every Rose Has Its Thorn.
En 1990, Poison sort l'album multi-disque de platine Flesh & Blood, un album a nouveau largement écrit par DeVille.

### Départ de Poison
Lors de la tournée promotionnelle de Flesh and Blood, et malgré le succès de Poison, la toxicomanie de CC et des tensions avec d'autres membres du groupe, en particulier le chanteur Bret Michaels, conduisent à des conflits au sein du groupe.[réf. nécessaire] Peu de temps avant la sortie de l'album live Swallow, le conflit entre Michaels et DeVille atteint son paroxysme lors d'une bagarre dans les coulisses des MTV Video Music Awards 1991 après que DeVille a joué la mauvaise chanson, jouant Talk Dirty To Me au lieu de Unskinny Bop, en étant drogué et saoul pendant la représentation.[réf. nécessaire] Prié de partir, DeVille quitte Poison et est remplacé par le guitariste Richie Kotzen.
À la suite de son départ de Poison, DeVille forme Needle Park, un groupe qui comprend également le chanteur Spike (musicien) de The Quireboys, le bassiste Tommy Henriksen et le batteur James Kottak, et enregistre Hey, Good Lookin pour la bande originale du film de Pauly Shore, L'Apprenti fermier.

### Samantha 7
Samantha 7 est un groupe éphémère composé du guitariste DeVille, du guitariste Ty Longley, du bassiste Krys Baratto et du batteur Francis Ruiz. Ils jouent à Woodstock 1999. À l'origine, le nom du groupe était The Stepmothers, mais le groupe a été contraint de changer de nom à la suite d'un différend juridique avec un autre groupe du même nom. on peut entendre DeVille se référer à ce groupe comme The Stepmothers dans une interview de Behind the Music. Samantha 7 sort l'album éponyme Samantha 7 en 2000, et fait une tournée aux États-Unis et au Royaume-Uni pour promouvoir le disque sorti sur Columbia / Portrait Records.
La chanson de Samantha 7 I Wanna be Famous sera plus tard utilisée dans le générique de l'émission de télé-réalité The Surreal Life: Fame Games, dans laquelle DeVille  joue.

### Retour avec Poison
DeVille reprend contact avec ses ancien collègues de  Poison en 1996 pour leur tournée Greatest Hits en 1999. Plusieurs concerts sont enregistrés et sortis dans un album mélangeant enregistrements studio et live en 2000 intitulé Power to the People . Depuis DeVille continue d'enregistrer et de jouer sur scène avec Poison.

## Télévision
En 2005 et 2006, DeVille apparait dans une série télévisée populaire South of Nowhere sur Teen Nick. Il y joue le rôle de Raife Davies, le père d'Ashley Davies et de Kyla Woods. Toujours en 2006, lorsque Poison célèbre son 20e anniversaire, DeVille joue dans The Surreal Life sur VH1 . Il joue également dans la série dérivée The Surreal Life: Fame Games en 2007. En 2002, DeVille fait une brève apparition en tant que Lloyd, membre du airband GFK Groovecart, sur le dernier épisode de la saison 6 de voilà! (intitulé Finch fait du rock'n'roll).

## Famille
En mars 2007, DeVille et sa petite amie Shannon Malone annoncent la naissance de Vallon Deville Johannesson.

## Parodies
En 2001, DeVille est devenu l'inspiration principale de l'humoriste rock & roll CC Banana. Un hommage tordu à DeVille, CC Banana caricaturant la voix de DeVille et portant un grand costume de banane jaune. CC Banana a interviewé de nombreuses stars du rock et fait de nombreuses apparitions à la télévision.
Le groupe parodique Beatallica mentionne CC dans la chanson I want to choke your band, dont le thème oppose des groupes de heavy metal à du glam metal comme warrant, Poison et Whitesnake .

## Discographie

### Solo
- 1993 : C.C. DeVille - Son in Law Soundtrack - Hey Good Lookin' (avec Spike des Quireboys)
- 2000 : Samantha 7

### Avec Poison / Bret Michaels
- 1986 : Poison Look What the Cat Dragged In
- 1988 : Poison - Open Up and Say... Ahh!
- 1990 : Poison - Flesh and Blood
- 1991 : Poison - Swallow This Live (en)
- 1998 : Bret Michaels A Letter from Death Row (en) - Party Rock Band
- 2000 : Poison - Power to the People (en)
- 2002 : Poison - Hollyweird
- 2003 : Poison - Best of Ballads & Blues
- 2003 : Bret Michaels - Songs of Life (en) - Party Rock Band
- 2006 : Poison -The Best of Poison: 20 Years of Rock (en)
- 2007 : Poison -Poison'd! (en) (album de reprises)
- 2008 : Poison - Live, Raw & Uncut (en)
- 2011 : Poison - Double Dose: Ultimate Hits (en)

### Autres collaborations
- 1990 : Mandat - Cherry Pie (Interprète la guitare dans le solo de la chanson Cherry Pie)
- 1990 : Sam Kinison - Have You Seen Me Lately? - Wild Thing
- 1990 : Sam Kinison - Leader of the Banned
- 1999 : LEN - You Can't Stop the Bum Rush (en) - Feelin' Alright
- 2000 : The Muffs - Hamburger - (Solo de guitare sur Silly People)
- 2004 : Spin The Bottle : An All-Star Tribute To Kiss (en) : I Stole Your Love
- 2006 : Motörhead - Kiss of Death (Solo de guitare sur God Was Never De Your Side)